# VdB 133
vdB 133 è una nebulosa a riflessione visibile nella costellazione del Cigno.
Si individua nella parte centrale della costellazione, poco a sud della linea congiungente le brillanti stelle Sadr e Gienah; il periodo più indicato per la sua osservazione nel cielo serale ricade fra i mesi di giugno e novembre ed è notevolmente facilitata per osservatori posti nelle regioni dell'emisfero boreale terrestre. La nebulosa riceve e riflette la luce della stella 44 Cygni, una supergigante gialla di classe spettrale F5Iab avente magnitudine apparente 6,17, profondamente immersa nella nebulosità; la sua distanza, misurata tramite la parallasse, sarebbe pari a 485 parsec (1583 anni luce), il che comporta che si trovi a ridosso del grande sistema nebuloso della Fenditura del Cigno.